# Something Good
Something Good è un film del 2013 diretto da Luca Barbareschi, liberamente tratto dal romanzo Mi fido di te di Francesco Abate e Massimo Carlotto. Con Luca Barbareschi, Zhang Jingchu, Kenneth Tsang, Gary Lewis e Carl Long Ng.

## Trama
Matteo, un uomo che lavora per una multinazionale cinese che produce cibo adulterato, incontra Jiazhen, una donna cinese che ha perso il suo bambino avvelenato proprio da cibo tossico; i due si innamorano, ma qualcuno incastra Matteo per un omicidio che non ha commesso e sarà proprio la donna ad aiutarlo.

## Produzione e distribuzione
Il film è coprodotto da Rai Cinema e Casanova Multimedia ed è distribuito in Italia da 01 Distribution e all'estero da Rai Trade.